# جامعة بحر الغزال الشمالية
جامعة بحر الغزال الشمالية (UNBEG) هي جامعة تقع في مدينة أويل, جنوب السودان. أنشأت الجامعة في عام 2011.

## الروابط الخارجية
1. ↑  Map Showing Juba And Aweil With Distance Marker نسخة محفوظة 26 ديسمبر 2017 على موقع واي باك مشين.

- Location of Aweil At Google Maps
- Detailed History of Aweil & Surrounding Communities